# Premosello-Chiovenda
Premosello-Chiovenda é uma comuna italiana da região do Piemonte, província do Verbano Cusio Ossola, com cerca de 2.057 habitantes. Estende-se por uma área de 34 km², tendo uma densidade populacional de 61 hab/km². Faz fronteira com Anzola d'Ossola, Beura-Cardezza, Cossogno, Mergozzo, Ornavasso, Pieve Vergonte, San Bernardino Verbano, Trontano, Vogogna.

## Demografia
| Variação demográfica do município entre 1861 e 2011                               |
|                                                                                   |
| Fonte: Istituto Nazionale di Statistica (ISTAT) - Elaboração gráfica da Wikipedia |